# Бръшлян
 Тази статия е за растението.  За населеното място вижте Бръшлян (село).  
Бръшлян (Hedera) е род от 15 вида вечнозелени и увивни растения от семейство бръшлянови, разпространени в Европа, Азия и Африка. В България се среща единствено обикновеният бръшлян.

## Други
На бръшляна е наречена улица в квартал „Гърдова глава“ в София (Карта).